# リュミエール!
『リュミエール!』（フランス語: Lumière ! L'aventure commence）は、ティエリー・フレモーが監督して2016年に制作されたフランスのドキュメンタリー映画。オーギュストとルイ・リュミエールが撮映した108本の映画をモンタージュしたこの映画は、2017年のフランスで最も収益性の高い作品となった。使用された108本の作品の中には、アレクサンドル・プロミオなど、リュミエール兄弟の下で各地に派遣された撮映技師たちが制作した作品も含まれている。

## 内容
テーマごとのグループ（起源、家族、パリ、1900年、世界 ...）別に沿って、ティエリー・フレモーのボイスオーバーの解説がつき、20世紀初頭の動画による記録であり、ルイ・リュミエールが獲得した映画技術が披露される（兄のオーギュストはしばしば俳優として登場する）。
マーティン・スコセッシが映画の最後に登場し、リュミエール兄弟の最初の映画である『工場の出口 (La Sortie de l'usine Lumière à Lyon)』を2016年3月19日に再現する。

## 公開と反応

### 公開前
この映画の暫定版は、2015年5月17日にカンヌ国際映画祭で、2015年9月29日にリヨンの公会堂で、2016年9月11日にはトロント国際映画祭で、ティエリー・フレモーによるライブ・コメンタリー付きで上映された。

### 批評
この映画は、批評家たちから非常に肯定的な評価を受けた。この映画は、アロシネにおいて、19人のフランスの報道批評家によって評価される5つ星のうち4.7の平均評価を得た。

### 興行収入
このドキュメンタリーは、125,000人の入場を記録したが、15,000ユーロという非常に低い予算（使用されたリュミエール映画はすでに修復済みであった）のおかげで、2,778%という非常に高い収益率を上げることができた。したがって本作は、雑誌『Première』が指摘するように、2017年の最も収益性の高いフランス映画となった。

## 続編
本作の続編として、『リュミエール！リュミエール！』（フランス語: Lumière ! L’aventure continue）が、同じくティエリー・フレモーの監督により2019年に制作され、日本では2024年11月22日に公開された。